# Довжик (Охтирський район)
До́вжик — село в Україні, у Чупахівській селищній громаді Охтирського району Сумської області. Населення становить 875 осіб. Орган місцевого самоврядування — Чупахівська селищна рада.

## Географія
Село Довжик знаходиться на березі річки Ташань, вище за течією на відстані 2,5 км розташоване село Черемухівка (Лебединський район), нижче за течією примикає смт Чупахівка. Поруч із селом проходить залізнична гілка.

## Історія
За даними на 1864 рік у власницькій слободі Лебединського повіту Харківської губернії, мешкало 1110 осіб (546 чоловічої статі та 564 — жіночої), налічувалось 157 дворових господарства, існувала православна церква.
Станом на 1914 рік село було центром окремої, Довжицької волості, кількість мешканців зросла до 2720 осіб.
Під час організованого радянською владою Голодомору 1932—1933 років помер щонайменше 321 житель села.

## Відомі люди
- Жуков Сергій Сергійович — бандурист, хоровий диригент, керівник Охтирського районного хору та капели бандуристів.
- Мартишко Іван Максимович — державний службовець, письменник-гуморист
- Піддяча Фатима Андріївна — новатор сільськогосподарського виробництва, свинарка радгоспу імені Артема Чутівського району Полтавської області. Депутат Верховної Ради УРСР 5-го скликання. Герой Соціалістичної Праці.